# Algérie aux Jeux olympiques
L'Algérie participe aux Jeux olympiques depuis 1964.

## Histoire
L'Algérie prend part au boycott des Jeux olympiques d'été de 1976 de Montréal en protestation de la tournée de l'équipe de rugby à XV de la Nouvelle-Zélande, pays proche de l'Afrique du Sud sous apartheid. 16 athlètes étaient sélectionnés pour ces éditions.
La première médaille algérienne dans l'histoire des Jeux olympiques a été remporté par le boxeur Mustapha Moussa, qui a gagné une médaille de bronze aux jeux olympiques tenus à Los Angeles en 1984.

## Bilan général
Après 2020, l'Algérie totalise 18 médailles (6 médailles d'or, 4 médailles d'argent et 8 médailles de bronze) en 17 participations aux Jeux olympiques (14 fois aux jeux d'été et 3 fois aux jeux d'hiver).
L'Algérie n'a jamais été pays organisateur des Jeux olympiques. Aucun athlète algérien n'était présent aux Jeux olympiques d'été de 1976, du fait de leur boycott.

### Par compétitions
Les Jeux de 1996 à Atlanta ont permis à la délégation algérienne de glaner deux titres olympiques. C'est aux Jeux de 2000 à Sydney que la moisson fut la meilleure, avec cinq médailles (une en or, une en argent et trois en bronze).
| Année | Médaille d'or, Jeux olympiques | Médaille d'argent, Jeux olympiques | Médaille de bronze, Jeux olympiques | Total | Rang | Athlètes |
| 1964  | 0                              | 0                                  | 0                                   | 0     | -    | 1        |
| 1968  | 0                              | 0                                  | 0                                   | 0     | -    | 3        |
| 1972  | 0                              | 0                                  | 0                                   | 0     | -    | 5        |
| 1980  | 0                              | 0                                  | 0                                   | 0     | -    | 59       |
| 1984  | 0                              | 0                                  | 2                                   | 2     | 42e  | 32       |
| 1988  | 0                              | 0                                  | 0                                   | 0     | -    | 46       |
| 1992  | 1                              | 0                                  | 1                                   | 2     | 34e  | 38       |
| 1996  | 2                              | 0                                  | 1                                   | 3     | 34e  | 45       |
| 2000  | 1                              | 1                                  | 3                                   | 5     | 41e  | 47       |
| 2004  | 0                              | 0                                  | 0                                   | 0     | -    | 63       |
| 2008  | 0                              | 1                                  | 1                                   | 2     | 64e  | 62       |
| 2012  | 1                              | 0                                  | 0                                   | 1     | 50e  | 42       |
| 2016  | 0                              | 2                                  | 0                                   | 2     | 62e  | 65       |
| 2020  | 0                              | 0                                  | 0                                   | 0     | -    | 44       |
| 2024  | 2                              | 0                                  | 1                                   | 3     | 34e  | 45       |
| Total | 7                              | 4                                  | 9                                   | 20    | -    | 595      |

| Année | Médaille d'or, Jeux olympiques | Médaille d'argent, Jeux olympiques | Médaille de bronze, Jeux olympiques | Total | Rang | Athlètes |
| 1992  | 0                              | 0                                  | 0                                   | 0     | -    | 4        |
| 2006  | 0                              | 0                                  | 0                                   | 0     | -    | 2        |
| 2010  | 0                              | 0                                  | 0                                   | 0     | -    | 1        |
| Total | 0                              | 0                                  | 0                                   | 0     | -    | 7        |

### Par discipline sportive
Après les Jeux olympiques d'été de 2024 à Paris, l'athlétisme est le sport qui rapporte le plus de consécrations aux sportifs algériens.
| Place | Sport       | Médaille d'or, Jeux olympiques | Médaille d'argent, Jeux olympiques | Médaille de bronze, Jeux olympiques | Total |
| 1     | Athlétisme  | 4                              | 3                                  | 3                                   | 10    |
| 2     | Boxe        | 2                              | 0                                  | 5                                   | 7     |
| 3     | Gymnastique | 1                              | 0                                  | 0                                   | 1     |
| 4     | Judo        | 0                              | 1                                  | 1                                   | 2     |
| Total | Total       | 7                              | 4                                  | 9                                   | 20    |

| Place | Sport       | Médaille d'or, Jeux olympiques | Médaille d'argent, Jeux olympiques | Médaille de bronze, Jeux olympiques | Total |
|       | Ski de fond | 0                              | 0                                  | 0                                   | 0     |
|       | Ski alpin   | 0                              | 0                                  | 0                                   | 0     |
| Total | Total       | 0                              | 0                                  | 0                                   | 0     |

## Athlètes algériens

### Records

#### Sportifs les plus médaillés
Le record du nombre de médailles féminines est détenu par Hassiba Boulmerka et Nouria Benida-Merah avec 1 médaille d'or. Chez les hommes, l'athlète Taoufik Makhloufi est le sportif algérien le plus médaillé aux Jeux olympiques avec 3 médailles : 1 d'or et 2 d'argent.

#### Athlètes titrés
- 1 médaille d'or :
  - Hassiba Boulmerka (Athlétisme)
  - Noureddine Morceli (Athlétisme)
  - Hocine Soltani (Boxe)
  - Nouria Benida-Merah (Athlétisme)
  - Taoufik Makhloufi (Athlétisme)
  - Kaylia Nemour (Gymnastique)
  - Imane Khelif (Boxe)

| Nom                      | Médaille d'or, Jeux olympiques | Médaille d'argent, Jeux olympiques | Médaille de bronze, Jeux olympiques | Total |
| Taoufik Makhloufi        | 1                              | 2                                  | 0                                   | 3     |
| Hocine Soltani           | 1                              | 0                                  | 1                                   | 2     |
| Hassiba Boulmerka        | 1                              | 0                                  | 0                                   | 1     |
| Noureddine Morceli       | 1                              | 0                                  | 0                                   | 1     |
| Nouria Benida-Merah      | 1                              | 0                                  | 0                                   | 1     |
| Kaylia Nemour            | 1                              | 0                                  | 0                                   | 1     |
| Imane Khelif             | 1                              | 0                                  | 0                                   | 1     |
| Amar Benikhlef           | 0                              | 1                                  | 0                                   | 1     |
| Ali Saidi-Sief           | 0                              | 1                                  | 0                                   | 1     |
| Aissa Djabir Said-Guerni | 0                              | 0                                  | 1                                   | 1     |
| Abderrahmane Hammad      | 0                              | 0                                  | 1                                   | 1     |
| Mohamed Allalou          | 0                              | 0                                  | 1                                   | 1     |
| Mustapha Moussa          | 0                              | 0                                  | 1                                   | 1     |
| Mohamed Zaoui            | 0                              | 0                                  | 1                                   | 1     |
| Mohamed Bahari           | 0                              | 0                                  | 1                                   | 1     |
| Soraya Haddad            | 0                              | 0                                  | 1                                   | 1     |
| Djamel Sedjati           | 0                              | 0                                  | 1                                   | 1     |
| Total                    | 7                              | 4                                  | 9                                   | 20    |

## Porte-drapeau algérien
Les Jeux olympiques de 1920 sont marqués par la première apparition du drapeau olympique et par le premier serment olympique.
Liste des porte-drapeau algériens conduisant la délégation algérienne lors des cérémonies d'ouverture des Jeux olympiques d'été et d'hiver :
| Jeux             | Porte-drapeau              | Sport           |
| ---------------- | -------------------------- | --------------- |
| Tokyo 1964       | Mohamed Lazhari            | Gymnastique     |
| Mexico 1968      |                            |                 |
| Munich 1972      | Azzedine Azzouzi           | Athlétisme      |
| Moscou 1980      |                            |                 |
| Los Angeles 1984 | Abdelkrim Bendjemil        | Handball        |
| Séoul 1988       | Noureddine Tadjine         | Athlétisme      |
| Barcelone 1992   | Mourad Sennoun             | Volley-ball     |
| Atlanta 1996     | Karim El Maouhab           | Handball        |
| Sydney 2000      | Aissa Djabir Saïd-Guerni   | Athlétisme      |
| Athènes 2004     | Aissa Djabir Saïd-Guerni   | Athlétisme      |
| Pékin 2008       | Salim Iles                 | Natation        |
| Londres 2012     | Abdelhafid Benchabla       | Boxe            |
| Rio 2016         | Sonia Asselah              | Judo            |
| Tokyo 2020       | Mohamed Flissi Amel Melih  | Boxe Natation   |
| Paris 2024       | Yasser Triki Amina Belkadi | Athlétisme Judo |

| Jeux             | Porte-drapeau           | Sport       |
| ---------------- | ----------------------- | ----------- |
| Albertville 1992 | Nacera Boukamoum        | Ski alpin   |
| Turin 2006       | Christelle Laura Douibi | Ski alpin   |
| Vancouver 2010   | Mehdhi-Selim Khelifi    | Ski de fond |